# Едгарс Грабовскіс
Едгарс «Zirgs» Грабовскіс (народився 27 травня 1972) — басист латвійського фолк-метал гурту Skyforger. До цього грав у групі Grindmaster Dead (1991—1995).
Серед своїх джерел натхнення він згадує Dream Theater, Nevermore, Darkthrone, Emperor, Symphony X, джаз та традиційну латиську народну музику.

## Дискографія

### Skyforger
- On The Pagans' Land (1995)
- Semigalls' Warchant (демо) (1997)
- Kauja pie Saules (1998)
- Latviešu strelnieki (1999)
- Pērkoņkalve (2003)
- Zobena Dziesma (2003)
- Semigalls' Warchant (2005)
- Kurbads (2010)
- Senprūsija (2015)